# ديرك هيون
ديرك هيون (بالألمانية: Dirk Heun)‏ هو لاعب كرة قدم ألماني في مركز الوسط، ولد في 4 يناير 1953 في ألمانيا. لعب مع تنس بوروسيا برلين وروت فايس أوبرهاوزن.

## وصلات خارجية
- ديرك هيون على موقع قاعدة بيانات كرة القدم.إي يو (الإنجليزية)
- ديرك هيون على موقع بيانات كرة القدم. دي إي (الألمانية)